# Brigitte Jakobeit
Brigitte Jakobeit (* 1955 in Hirschfeld) ist eine mehrfach ausgezeichnete deutsche Übersetzerin, die seit 1989 englischsprachige Literatur ins Deutsche überträgt.

## Leben und berufliche Tätigkeit
Brigitte Jakobeit absolvierte ein Studium der Anglistik, Romanistik, Germanistik und Biologie. Anschließend arbeitete sie als Journalistin und Redakteurin.  Zwischen 1987 und 1991 verfasste sie zahlreiche Artikel für die taz. In den 1990er und 2000er Jahren schrieb sie Artikel und Rezensionen für das Wochenmagazin Die Zeit.
Seit 1989 ist Jakobeit als Übersetzerin englischsprachiger Literatur für Jugendliche und Erwachsene tätig. Sie hat bereits u. a. für die Verlage S. Fischer, dtv, Kiepenheuer & Witsch, Suhrkamp und Carlsen übersetzt. Zu ihren bekanntesten Übersetzungen zählen die der Bestseller Die Frau des Zeitreisenden von Audrey Niffenegger und Der Junge im gestreiften Pyjama von John Boyne und der Autobiografien des Jazzmusikers Miles Davis und des Filmregisseurs Miloš Forman.
Jakobeit hat zahlreiche weitere Werke US-amerikanischer und britischer Autorinnen und Autoren ins Deutsche übertragen, darunter Lorrie Moore, William Trevor, Jules Feiffer, Meg Rosoff, Christopher Isherwood, Valeria Luiselli, Helen Weinzweig, Celeste Ng, Patti Smith und Thornton Wilder.
Im Jahr 2008 erhielt das von ihr ins Deutsche übertragene Jugendbuch Was wäre wenn der englischen Schriftstellerin Meg Rosoff den Deutschen Jugendliteraturpreis. Im Folgejahr wurde mit Damals, das Meer ein weiteres von ihr übersetztes Werk Meg Rosoffs mit dem Kinder- und Jugendliteraturpreis Luchs des Jahres 2009 ausgezeichnet, dessen Jury Jakobeit seit 2013 selbst angehört. Die Ledig-Rowohlt-Stiftung ehrte die Übersetzerin im Jahr 2018 mit dem hoch dotierten Heinrich Maria Ledig-Rowohlt-Preis. Im Dezember 2021 wurde mit Sommernachtserwachen erneut ein von Jakobeit übersetztes Werk Rosoffs mit dem Luchs des Monats ausgezeichnet. 2023 erhielt sie einen der drei Hamburger Literaturpreise in der Kategorie Literarische Übersetzung für ihre Übertragung von Die trotzige Schönheit der Welt (The Story of the Forest) von Linda Grant aus dem Englischen.
Brigitte Jakobeit lebt in Hamburg. Sie ist Mitglied im Verband deutschsprachiger Übersetzer (VdÜ).